# Dusona semirufa
Dusona semirufa är en stekelart som först beskrevs av Léon Abel Provancher 1882.  Dusona semirufa ingår i släktet Dusona och familjen brokparasitsteklar. Inga underarter finns listade i Catalogue of Life.